# Плановское
Пла́новское (кабард.-черк. Ботэщей) — село в Терском районе Кабардино-Балкарской Республики.
Административный центр муниципального образования «Сельское поселение Плановское».

## География
Селение расположено в южной части Терского района, на правом берегу реки Терек. Находится в 11 км к югу от районного центра Терек и в 65 км к востоку от Нальчик. На юге и западе вдоль села проходит административная граница между Кабардино-Балкарией и Северной Осетией.
Граничит с землями населённых пунктов: Терек и Дейское на севере, Белоглинское и Верхний Акбаш на северо-востоке, Комсомольское на юго-востоке, Эльхотово на юге и Змейская на юго-западе.
Населённый пункт находится на наклонной Кабардинской равнине, в переходной от предгорной в равнинную, зоне республики. Средние высоты на территории села составляют 300 метров над уровнем моря. Рельеф местности представляют собой в основном волнистую наклонную равнину, переходящие на юго-востоке в склоны Кабардино-Сунженского хребта. К востоку от села вдоль долины реки Терек тянутся бугристые возвышенности.
Гидрографическая сеть представлена в основном рекой Терек. В югу от села начинается Акбашский канал, а на севере берёт своё начало речка Дея.
Климат влажный умеренный с тёплым летом и прохладной зимой. Среднегодовая температура воздуха составляет около +10,5°С, и колеблется от средних +22,5°С в июле, до средних −2,5°С в январе. Минимальные температуры зимой крайне редко отпускаются ниже −10°С, летом максимальные температуры часто достигают +35°С. Среднегодовое количество осадков составляет около 670 мм. Основная часть осадков выпадает в период с апреля по июнь. Основные ветры — восточные и северо-западные.

## История
Точная дата образования села неизвестна. Первые упоминания об ауле Боташево встречаются в русских архивных документах конца XVIII века.
За годы Кавказской войны аул несколько раз менял своё местоположение, из-за разорения их земель в ходе сражений и различных стычек с казаками селящимися вдоль долины реки Терек. В 1848 году аул окончательно осел на правом берегу реки Терек, чуть севернее Кабардино-Сунженской возвышенности.
В 1920 году с окончательным установлением советской власти в Кабарде, решением ревкома Нальчикского округа, Боташево как и все другие кабардинские поселения было переименовано из-за присутствия в их названиях княжеских и дворянских фамилий. В результате село получило новое название — Плановское. Однако среди местного населения продолжает использоваться историческое название села.
В годы Великой Отечественной войны, в ходе битвы у Эльхотовских ворот, село было оккупировано немецкими войсками и сильно пострадало. Освобожден в начале января 1943 года.
В 1992 году Плановский сельсовет был реорганизован и преобразован в Плановскую сельскую администрацию. В 2005 году Плановская сельская администрация была преобразована в муниципальное образование, со статусом сельского поселения.

## Население
| 2002 | 2010  | 2021  |
| ---- | ----- | ----- |
| 3381 | ↗3456 | ↗3641 |

Национальный состав
По данным Всероссийской переписи населения 2010 года:
| Народ      | Численность, чел. | Доля от всего населения, % |
| ---------- | ----------------- | -------------------------- |
| кабардинцы | 3 422             | 99,0 %                     |
| другие     | 34                | 1,0 %                      |
| всего      | 3 456             | 100 %                      |

По данным Всероссийской переписи населения 2021 года:
| Народ             | Численность, чел. | Доля от всего населения, % |
| ----------------- | ----------------- | -------------------------- |
| кабардинцы        | 3 572             | 98,11 %                    |
| черкесы           | 26                | 0,71 %                     |
| другие/не указано | 43                | 1,18 %                     |
| всего             | 3 641             | 100 %                      |

Половозрастной состав
По данным Всероссийской переписи населения 2010 года:
| Возраст     | Мужчины, чел. | Женщины, чел. | Общая численность, чел. | Доля от всего населения, % |
| ----------- | ------------- | ------------- | ----------------------- | -------------------------- |
| 0 — 14 лет  | 357           | 316           | 673                     | 19,5 %                     |
| 15 — 59 лет | 1 187         | 1 117         | 2 304                   | 66,7 %                     |
| от 60 лет   | 172           | 307           | 479                     | 13,8 %                     |
| Всего       | 1 716         | 1 740         | 3 456                   | 100,0 %                    |

Средний возраст населения — 34,6 лет. Медианный возраст населения — 32,1 лет.
Средний возраст мужчин — 32,8 лет. Медианный возраст мужчин — 30,5 лет.
Средний возраст женщин — 36,4 лет. Медианный возраст женщин — 33,7 лет.
Мужчины — 1 716 чел. (49,7 %). Женщины — 1 740 чел. (50,3 %).

## Образование
- Средняя общеобразовательная школа № 1 — ул. Кудалиева, 62.
- Средняя общеобразовательная школа № 2 — пер. Кирова, 2.
- Начальная школа Детский сад «Солнышко» — ул. Герандокова, 16.

## Здравоохранение
- Участковая больница — пер. Гагарина, 74.

## Культура
- Дом культуры

Общественно-политические организации:
- Адыгэ Хасэ
- Совет ветеранов труда и войны

## Ислам
В селе действует одна мечеть:
- РМО «Ихьсан» — ул. Герандокова, 75.

## Экономика
Основу экономики села составляет сельское хозяйство. Наибольшее развитие получили выращивание сельскохозяйственных технических культур.

## Улицы
Улицы

| Герандокова |
| Иригова     |

| Кудалиева |
| Ленина    |

| Молодёжная   |
| Пролетарская |

Переулки

| Вокзальный |
| Гагарина   |
| Емузова    |

| Кирова    |
| Колхозный |
| Мира      |

| Пушкина  |
| Теречный |
| Школьный |

## Известные уроженцы
- Хагасов Залимгери Абузедович (1965) — глава администрации городского округа Нальчик.
- Емузов Султан Хамурзович — заслуженный врач КБАССР и РСФСР.
- Емузова Нина Гузеровна — заместитель председателя правительства КБР. Министр образования, науки и по делам молодёжи.